# Juste une nuit

Juste une nuit (en persan : تا فردا, Ta farda) est un film iranien réalisé par Ali Asgari et sorti en 2022.

## Synopsis
Fereshteh est une jeune femme vivant seule avec son bébé à Téhéran, le père ne souhaitant pas le reconnaître. Ses parents qui ignorent sa situation lui annoncent leur venue pour une nuit. Fereshteh ne veut pas leur avouer la vérité et cherche avec l'aide de son amie Atefeh à cacher ce bébé.

## Fiche technique
- Titre : Juste une nuit
- Titre original : (en persan : تا فردا, Ta farda)
- Réalisation : Ali Asgari
- Scénario : Ali Asgari et Alireza Khatami
- Musique : Ali Birang, Javad Nazari
- Maquillage : Amir Torabi
- Photographie : Rouzbeh Raiga
- Son : Hossein Ghoorchian
- Montage : Ehsan Vaseghi
- Production : Ali Asgari, Raphaëlle Delauche, Niki Karimi, Nicolas Sanfaute
- Sociétés de production : Novoprod, Premium Films, Silk Road Productions, Taat Films
- Sociétés de distribution : Bodega Films (France)
- Pays de production :  Iran
- Langue originale : persan
- Format : couleur
- Genre : Drame
- Durée : 86 minutes (1 h 26)
- Dates de sortie :
  - Allemagne : 14 février 2022 (Berlinale)
  - France : 16 novembre 2022 (sortie nationale)

## Distribution
- Sadaf Asgari : Fereshteh
- Ghazal Shojaei : Atefeh
- Amirreza Ranjbaran : 	Yaser
- Babak Karimi : Docteur Mahmoudi
- Nahal Dashti : Nadia
- Mohammad Heidari : le patron de Fereshteh

## Distinctions

### Nominations et sélections
- Berlinale 2022  : section Panorama